# Xenotyphlops grandidieri
Xenotyphlops grandidieri – gatunek węża z rodziny Xenotyphlopidae, której jest jedynym przedstawicielem.

## Zasięg występowania
X. grandidieri występuje endemicznie w skrajnie północnej części Madagaskaru.

## Taksonomia
Gatunek po raz pierwszy naukowo opisał w 1905 roku francuski herpetolog François Mocquard, nadając mu nazwę Typhlops grandidieri. Jako miejsce typowe odłowu holotypu Mocquard wskazał Madagaskar. Rodzaj Xenotyphlops opisali w 1996 roku amerykański herpetolog Van Wallach i francuski herpetolog Ivan Ineich. Rodzina Xenotyphlopidae została wyodrębniona z Typhlopidae w 2010 roku przez Vidala i współpracowników.

### Etymologia
- Xenotyphlops: gr. ξενος xenos „obcy, dziwny”; τυφλωψ tuphlōps, τυφλωπος tuphlōpos „ślepy wąż”[6].
- grandidieri: Alfred Grandidier (1836–1921), francuski przyrodnik[5].